# Slag bij Saint-Ghislain
De Slag bij Saint-Ghislain of bij Hautrage vond plaats op 17 juli 1572 tijdens de Tachtigjarige Oorlog, tussen een Frans hugenotenleger dat het belegerde Bergen wilde ontzetten en een Spaans leger dat dit trachtte te voorkomen.

## Achtergrond
De onderneming was onderdeel van Oranjes tweede invasie, waarbij Willem van Oranje trachtte de Nederlanden in opstand te laten komen tegen de Spaanse soldaten onder de hertog van Alva. De aanvoerder van de hugenoten was Jean de Hangest, heer van Genlis; hij had samen met Lodewijk van Nassau, Oranjes broer, vanuit Frankrijk de stad Bergen op 24 mei bezet. Kort daarop had Don Frederik, Alva's zoon, het beleg voor Bergen geslagen in een poging de stad te heroveren. Genlis was daarom terug naar Frankrijk gegaan om meer versterkingen te halen om Bergen te ontzetten. Hij wierf een leger van duizenden hugenoten aan, volgens geruchten tienduizend man sterk, maar in werkelijkheid slechts 7000. De Franse koning Karel IX van Frankrijk gaf zijn goedkeuring aan het hugenotenleger van Genlis. Vanuit het bezette Bergen wist Nassau een boodschapper te sturen om er bij de Franse troepenmacht op aan te dringen te wachten tot Oranje in beweging kwam, maar dat negeerden ze.

## De veldslag
Genlis en de zijnen waren reeds de Frans-Nederlandse grens overgestoken en op een afstand van twee mijlen van Bergen genaderd. Bij Saint-Ghislain, preciezer bij Hautrage, betraden ze het Champs de l'Alouette (=Leeuwerikveld), waar Genlis verkenners vooruit stuurde om de Spaanse stellingen waar te nemen. Zij werden echter ontdekt. Don Frederik kreeg hulp van lokale boeren en lokte het hugenotenleger in een hinderlaag. Spoedig kwam een Spaanse troepenmacht op hen af onder aanvoering van Chiappino Vitelli met 4000 voetknechten en 1500 ruiters (met als ritmeester Filips van Noircarmes), en bovendien 3000 halfbewapende boeren om indruk te maken.
In het treffen werden de hugenoten verslagen; zeker 1200 van hen sneuvelden, waaronder Adriaan de Bergues, de heer van Dolhain of d'Olhain, admiraal van de Geuzenvloot. Vele anderen werden gevangengenomen, waaronder Genlis (hij werd 16 maanden later in zijn cel gewurgd). Het merendeel ontvluchtte het slagveld, van wie ongeveer 100 erin slaagden Bergen te bereiken.

## Nasleep
De hugenootse nederlaag betekende dat Lodewijk vast bleef zitten in Bergen, en het succes van de Opstand in de Zuidelijke Nederlanden onzekerder werd. Echter, belangrijker was dat dit conflict kon leiden tot een oorlog tussen Spanje en Frankrijk, nu dat laatste land zich mengde in de Nederlandse onlusten. Het Franse hof was na eerdere hugenotenvervolgingen bezig een verzoening tussen katholieken en protestanten te bewerkstelligen, en hielp de Nederlandse opstandelingen om Spanjes macht in de Lage Landen te beschadigen.
Een Frans-Spaanse oorlog werd uiteindelijk afgewend doordat het Franse hof partij koos voor de katholieken. Dit leidde tot de Bartholomeusnacht (23–24 augustus), waarin de hugenoten werden verraden en massaal afgeslacht, en Frankrijk de Nederlandse opstandelingen in de steek liet om Spanje te vriend te houden. Oranje, die intussen enkele Brabantse steden had ingenomen, trachtte Lodewijk nog te hulp te komen maar werd 's nachts overvallen in zijn kamp bij Bergen en moest halsoverkop de wijk naar Duitsland nemen. Toen niemand Lodewijk en zijn hugenoten in Bergen kon helpen, gaven zij zich op 19 september 1572 over. Die maand werden in Ath ook vierhonderd hugenootse krijgsgevangenen van Saint-Ghislain terechtgesteld.